# 宇佐美正パトリック
宇佐美正パトリック（うさみ しょう ぱとりっく、2000年5月8日 - ）は、日本の男性総合格闘家。元アマチュアボクシング選手。大阪府出身。ボクシング高校6冠。

## 経歴

### アマチュアボクシング
父親は日本人、母親はカナダ人。日本拳法をやっていた父親の影響で3歳、4歳頃から極真空手を始め、数々の大会でタイトルを獲得した。しかし、父親が厳しすぎたことで、もうあまりやりたくないという感じになってしまい空手を辞めた。
そこから1年間ほかのスポーツを探して、野球やサッカーの体験に行くがしっくりこず、ボクシングの体験に行ってみたところ、スパーリングで中学生だったパトリックがプロボクサーをボコボコにしたことでボクシングを始めた。
中学で全国U-15ジュニアボクシング大会を2連覇した。
興國高等学校に進学、国体で2度、インターハイで2度、全国選抜で2度優勝を果たして、ボクシングで高校6冠を達成した。
2018年8月、AIBA世界ユース選手権のウェルター級で銅メダルを獲得した。

### 総合格闘技
東京農業大学へ進学後、19歳の時に東京オリンピック選考会の準決勝で敗退して目標を失っていた時に、LDH martial artsの総合格闘技部門の所属契約を勝ち取るオーディションがあることを知り、予てより興味を持っていた総合格闘技に転向することを決意し応募。オーディションの模様はABEMAの番組『格闘DREAMERS』として放送され、最終審査となった試合では日高健太郎にTKO勝ちを収め所属契約を勝ち取った。
2021年9月20日、修斗でプロデビュー戦を行いヨシ・イノウエにTKO勝ち。
2022年4月24日、POUNDSTORMで大尊伸光と対戦し、タックルからテイクダウンされて劣勢となり、0-3の判定負けを喫しプロ初黒星となった。
2022年6月9日にRoad to UFC: Singaporeのライト級トーナメント1回戦でアンシュル・ジュブリとの対戦が決まっていたが、水抜きでの減量中の脱水症状により意識不明瞭となり病院に搬送されたことで、計量に参加できず欠場となった。

### RIZIN
2022年9月、RIZIN.38/超RIZINでの矢地祐介戦に合意し、発表間近の段階だったが、宇佐美側の所属会社・事務所・契約・関係者などの事情から出場を断念。
2022年10月1日、自身のSNSでLDH martial artsから離脱してフリーで活動していくことを発表。
2022年10月5日、会見でRIZINとの契約及びにRIZIN.39への出場が発表された。「自分が有名になりたいと思ったら、こういうデカい舞台でしっかり戦っていかないといけない」「世界で見られてるRIZINで世界と戦いたいので自分でRIZINを選びました」と話した。
2022年10月23日、RIZIN初出場となったRIZIN.39で元修斗環太平洋ライト級王者・GLADIATORライト級暫定王者の佐々木信治と75kg契約で対戦し、3Rに右ストレートでダウンを奪った後パウンドで追撃してTKO勝ちを収めた。試合後のマイクでは過去を振り返り涙を流した。
2022年12月31日、RIZIN.40でRISEウェルター級王者の“ブラックパンサー”ベイノアと対戦し、1Rに左フックで失神KO勝ちを収めた。
2023年4月1日、RIZIN.41で元HEATライト級王者のキム・ギョンピョと対戦し、1Rにリアネイキッドチョークで一本負けを喫した。
2024年6月9日、RIZIN.47で元PANCRASEライト級王者の徳留一樹と対戦し、右フックで1R KO勝ちを収めた。
2024年9月29日、RIZIN.48で元PXCフェザー級王者の矢地祐介と対戦し、1Rは互角の展開だったが2Rから突如失速して手数が出なくなり、0-3の判定負けを喫した。この異変についてはセコンドのストラッサー起一がYouTubeで「言い訳と捉えてほしくはないけど、彼は控室に戻った瞬間にトイレに駆け込んで7度も嘔吐していた。こんなに試合後に吐いた選手を今まで見たことがないし脳震盪も無くボディへの打撃も受けてないのでびっくりしてパトリックに聞いたら、2Rから内臓の不調が突如出て動けなくなったと話していた。矢地選手の強さもあったしこれで負けたというのではないと思うけど、体調についてはリカバリーの部分も含めて気を付けないといけないと思った」と話した。
2024年12月8日、DEEP 123 IMPACTで元修斗ライト級王者の西川大和と対戦し、1-2の判定負け。お互いに決定打はなかったが、宇佐美のボディへのビッグヒット・パンチの有効打・前に出る姿勢はあまり評価されず、西川が3R通してパンチをあまり打たずにガードを固めたままローキックを出し続けて判定勝ちとなったため、判定が出た直後に会場中から判定への不満の声が上がり、会場がざわつき続けた。SNSでも宇佐美側の勝利を指示する意見が大量投稿されるなどしてJMOCの判定が物議を醸した試合となった。

## 人物
- RIZIN公式YouTubeチャンネルより、宇佐美正パトリック 密着動画『Preparation』（2022） [映像 1]
- RIZIN 100 CLUB オリジナルコンテンツ -『Fighter's Interview 宇佐美正パトリック ～ あなたの人生教えて下さい～』[映像 2]
- 好きな選手はコナー・マクレガーとショーン・オマリー[3]。

## 戦績

### プロ総合格闘技
| 総合格闘技 戦績 | 総合格闘技 戦績 | 総合格闘技 戦績 | 総合格闘技 戦績 | 総合格闘技 戦績 | 総合格闘技 戦績 | 総合格闘技 戦績 |
| --------------- | --------------- | --------------- | --------------- | --------------- | --------------- | --------------- |
| 12 試合         | (T)KO           | 一本            | 判定            | その他          | 引き分け        | 無効試合        |
| 8 勝            | 6               | 0               | 2               | 0               | 0               | 0               |
| 4 敗            | 0               | 1               | 3               | 0               | 0               | 0               |

| 勝敗 | 対戦相手                   | 試合結果                             | 大会名                             | 開催年月日     |
| ○    | キム・シウォン             | 5分3R終了 判定3-0                    | RIZIN WORLD SERIES in KOREA        | 2025年5月31日  |
| ×    | 西川大和                   | 5分3R終了 判定1-2                    | DEEP 123 IMPACT                    | 2024年12月8日  |
| ×    | 矢地祐介                   | 5分3R終了 判定0-3                    | RIZIN.48                           | 2024年9月29日  |
| ○    | 徳留一樹                   | 1R 2:29 TKO（右フック→パウンド）     | RIZIN.47                           | 2024年6月9日   |
| ×    | キム・ギョンピョ           | 1R 3:33 リアネイキッドチョーク       | RIZIN.41                           | 2023年4月1日   |
| ○    | “ブラックパンサー”ベイノア | 1R 0:45 KO（左フック）               | RIZIN.40                           | 2022年12月31日 |
| ○    | 佐々木信治                 | 3R 2:33 TKO（右ストレート→パウンド） | RIZIN.39                           | 2022年10月23日 |
| ×    | 大尊伸光                   | 5分3R終了 判定0-3                    | POUNDSTORM                         | 2022年4月24日  |
| ○    | 菅原和政                   | 1R 4:54 TKO（右フック）              | プロフェッショナル修斗 2022 開幕戦 | 2022年1月16日  |
| ○    | 野村駿太                   | 5分3R終了 判定3-0                    | VTJ 2021                           | 2021年11月6日  |
| ○    | ヨシ・イノウエ             | 1R 4:14 TKO（左フック→パウンド）     | プロフェッショナル修斗2021 Vol.6   | 2021年9月20日  |
| ○    | 日髙健太郎                 | 2R 2:06 TKO（左フック）              | 格闘DREAMERS                       | 2021年5月15日  |

### プロキックボクシング
| キックボクシング 戦績 | キックボクシング 戦績 | キックボクシング 戦績 | キックボクシング 戦績 | キックボクシング 戦績 | キックボクシング 戦績 | キックボクシング 戦績 |
| --------------------- | --------------------- | --------------------- | --------------------- | --------------------- | --------------------- | --------------------- |
| 2 試合                | (T)KO                 | 判定                  | その他                | 引き分け              | 無効試合              |                       |
| 1 勝                  | 1                     | 0                     | 0                     | 0                     | 0                     |                       |
| 1 敗                  | 0                     | 1                     | 0                     | 0                     | 0                     |                       |

| 勝敗 | 対戦相手   | 試合結果                      | 大会名       | 開催年月日     |
| ○    | 細川一颯   | 2R 2:59 TKO（左ボディブロー） | RIZIN DECADE | 2024年12月31日 |
| ×    | 安保瑠輝也 | 3R終了 判定0-3                | RIZIN.44     | 2023年9月24日  |

## 獲得タイトル
空手
- 極真空手松井派国際親善空手道大会（世界ジュニア選手権）2位
- 新極真空手全日本ジュニア大会 2位
- 新空手全日本大会K-4グランプリ 3連覇
- 新空手ガオラカップ 4連覇
- 正道会館全日本ジュニア大会 優勝及びMVP
- 内田塾ジャパンゲーム（全日本ジュニア大会）2連覇
- 白蓮会館全関東ジュニア選手権 優勝

アマチュアボクシング
- 全国U-15ジュニアボクシング大会 2連覇
- 全国高等学校ボクシング選抜大会 優勝（2017年、2018年）[29][30]
- 全国高等学校総合体育大会ボクシング競技大会 優勝（2017年、2018年）[31][32]
- 国民体育大会ボクシング競技 優勝（2017年、2018年）[33][34]
- 世界ユースボクシング選手権 3位

### 試合映像
1. ↑  『【試合映像】 佐々木信治 vs. 宇佐美正パトリック / Shinji Sasaki vs. Sho Patrick Usami - RIZIN.39』RIZIN公式YouTubeチャンネル、2022年。
2. ↑  『【試合映像】宇佐美正パトリック vs. キム・ギョンピョ / Sho Patrick Usami vs. Kyung Pyo Kim』RIZIN公式YouTubeチャンネル、2023年。
3. ↑  『【試合映像】徳留一樹 vs. 宇佐美正パトリック / Kazuki Tokudome vs. Sho Patrick Usami - RIZIN.47』RIZIN公式YouTubeチャンネル、2024年。

### 補足映像
1. ↑  『【番組】RIZIN CONFESSIONS #109（※番組内で試合映像。宇佐美正パトリックと佐々木信治による試合振り返りドキュメンタリー番組）』RIZIN公式YouTubeチャンネル、2022年。
2. ↑  『【番組】RIZIN CONFESSIONS #116（※番組内で試合映像。宇佐美正パトリックとブラックパンサー・ベイノアによる試合振り返りドキュメンタリー番組）』2022年。
3. ↑  『【番組】RIZIN CONFESSIONS #119（※番組内で試合映像。宇佐美正パトリックとキム・ギョンピョによる試合振り返りドキュメンタリー番組）』RIZIN公式YouTubeチャンネル、2023年。
4. ↑  『【番組】RIZIN CONFESSIONS #153（※番組内で試合映像＆宇佐美正パトリックと徳留一樹による試合振り返りドキュメンタリー番組）』2024年。
5. ↑  『【番組】RIZIN CONFESSIONS #164（※番組内で試合映像＆宇佐美正パトリックと矢地祐介による試合振り返りドキュメンタリー番組）』RIZIN公式YouTubeチャンネル、2024年。

### 映像資料
1. ↑  『【密着】Preparation | 宇佐美正パトリック / Sho Patrick Usami - RIZIN.40』RIZIN公式YouTubeチャンネル、2022年。
2. ↑  『RIZIN 100 CLUB 月額会員用 オリジナルコンテンツ -『RIZIN Fighters Interview 宇佐美正パトリック ～ あなたの人生教えて下さい～』（※ 月額会員 限定動画）』RIZIN 100 CLUB、2024年。